# Sarina Hülsenbeck
Sarina Hülsenbeck, née le 5 juillet 1962 à Rostock (RDA), est une nageuse est-allemande.

## Carrière
Sarina Hülsenbeck remporte la médaille d'or olympique du relais 4×100 mètres nage libre Jeux olympiques de 1980 à Moscou. Elle fait partie du relais 4×100 mètres 4 nages mais ne nage pas la finale gagnée par les Allemandes.
Elle est mariée au kayakiste Frank Fischer avec lequel elle a une fille et un fils, Fanny Fischer et Falco Fischer, tous les deux kayakistes. Elle est la belle-sœur de la kayakiste Birgit Fischer.